# Millicent Hearst
Millicent Hearst, née Millicent Veronica Willson (16 juillet 1882 - 5 décembre 1974), est la femme du magnat de la presse William Randolph Hearst.
Artiste de vaudeville à New York admirée par Hearst, ils se marient en 1903. Ils ont cinq fils mais se sont séparés, sans toutefois divorcer, au milieu des années 1920, lorsque Millicent est lassée par la liaison de son mari avec l'actrice Marion Davies.

## Biographie
Fille de George Willson et Hannah Murray Willson, Millicent suit d'abord le chemin de son père, artiste de scène, tout comme sa sœur aînée, Anita. Elles font ainsi partie en 1897 de la troupe des « Bicycle girls » dans  The Girl from Paris d'Edward Rice au Herald Square Theater à Broadway. La jeune beauté, alors âgée de 16 ans, attire l'attention du célibataire Hearst, 34 ans.
Leurs premières rencontres se font sous la surveillance de sa sœur Anita. Puis, après une longue cour, l'éditeur controversé  et aspirant homme politique  William Randolph Hearst épouse la jeune Millicent Wilson le 28 avril 1903.